# Zmarli w lipcu 2012

## Lipiec 2012
- 31 lipca
  - Alfredo Ramos de Oliveira – brazylijski piłkarz[1]
  - Stefan Siczek – polski biskup rzymskokatolicki, biskup pomocniczy radomski w latach 1992–2012[2]
  - Iryna Stasiw-Kałynec' – ukraińska poetka, prozaiczka, publicystka, kulturolog, dysydentka i obrończyni praw człowieka[3]
  - Gore Vidal – amerykański eseista, powieściopisarz, dramaturg, scenarzysta i aktor[4]
  - Maria Wasowska – polska aktorka teatralna i radiowa, żona Jerzego Wasowskiego[5]
  - Zuzana Hofmannová – czeska taterniczka i alpinistka[6]
- 30 lipca
  - Maeve Binchy – irlandzka pisarka[7]
  - Stanisław Juraszek – polski działacz partyjny i ekonomista, wojewoda zamojski (1976–1981)[8]
  - Tadeusz Kowalik – polski ekonomista i działacz społeczny o poglądach socjalistycznych, profesor nauk humanistycznych i ekonomicznych[9]
  - Anna Sucheni-Grabowska – polska historyk, profesor doktor habilitowany nauk humanistycznych[10]
  - Đorđe Stefanović – jugosłowiański lekkoatleta, długodystansowiec[11]
- 29 lipca
  - Jonathan Hardy – nowozelandzki aktor[12]
  - August Kowalczyk – polski aktor[13]
  - Dariusz Kuc – polski operator filmowy[14]
  - Chris Marker – francuski pisarz, fotografik, reżyser filmowy, artysta multimedialny i dokumentalista[15]
- 28 lipca
  - Adam Choynowski – polski dziennikarz sportowy, wieloletni komentator stacji Eurosport[16]
  - Kazimiera Rykowska – polska lekkoatletka, dyskobolka[17]
- 27 lipca
  - Norman Alden – amerykański aktor[18]
  - R.G. Armstrong – amerykański aktor[19]
  - Geoffrey Hughes – brytyjski aktor[20]
  - Tony Martin – amerykański aktor i piosenkarz[21]
  - Pat Porter – amerykański lekkoatleta, długodystansowiec[22]
- 26 lipca
  - Lupe Ontiveros – amerykańska aktorka[23]
  - Mary Tamm – brytyjska aktorka[24]
- 25 lipca
  - Paul Frieden – luksemburski lekkoatleta, długodystansowiec[25]
  - Susanne Lothar – niemiecka aktorka[26]
  - Mieczysław Piprek – polski architekt[27]
  - Franz West – austriacki artysta plastyk[28]
- 24 lipca
  - John Atta-Mills – ghański polityk, prezydent Ghany w latach 2009–2012[29]
  - Chad Everett – amerykański aktor[30]
  - Sherman Hemsley – amerykański aktor[31]
  - Jerzy Kmita – polski filozof i teoretyk kultury, profesor Uniwersytetu im. Adama Mickiewicza w Poznaniu[32]
  - Robert Ledley – amerykański profesor fizjologii, biofizyki i radiologii; pionier wykorzystania elektronicznych maszyn cyfrowych w biologii i medycynie[33]
  - Andrzej Terlecki – polski polityk, działacz opozycji w okresie PRL, społecznik[34]
  - Alberto Tridente – włoski polityk i działacz związkowy, deputowany krajowy i europejski[35]
- 23 lipca
  - Vladimir Hriňák – słowacki sędzia piłkarski[36]
  - Barbara Hulanicka – polska artystka plastyk, projektantka tkanin artystycznych[37]
  - Margaret Mahy – nowozelandzka pisarka, autorka książek dla dzieci i młodzieży[38]
  - Sally Ride – amerykańska astronautka[39]
  - John Treloar – australijski lekkoatleta, sprinter[40]
- 22 lipca
  - George Armitage Miller – amerykański psycholog[41]
  - Oswaldo Payá – kubański polityk, dysydent[42]
  - Frank Pierson – amerykański scenarzysta i reżyser filmowy; laureat Oscara[43]
  - Bohdan Stupka – ukraiński aktor[44]
- 21 lipca
  - Andrzej Łapicki – polski aktor[45]
  - Dawid Tabak – izraelski lekkoatleta, sprinter[46][47]
  - Piotr Zarzycki – polski inżynier, przedsiębiorca i samorządowiec, radny sejmiku śląskiego III kadencji[48]
- 20 lipca
  - Jack Davis – amerykański lekkoatleta, sprinter i płotkarz; dwukrotny srebrny medalista olimpijski[49]
  - Bolesław Graszewski – polski działacz komunistyczny i inżynier mechanik, wiceminister hutnictwa (1976–1980)[50]
  - Simon Ward – angielski aktor[51]
- 19 lipca
  - Teresa May-Czyżowska – polska śpiewaczka operowa (sopran)[52]
  - Hans Nowak – niemiecki piłkarz[53]
  - Omar Suleiman – egipski polityk, wiceprezydent[54]
  - Tom Davis – amerykański pisarz i komik, wielokrotny laureat nagrody Emmy[55]
- 18 lipca
  - Josef Szalom Eljasziw – izraelski rabin[56]
  - Jean François-Poncet – francuski polityk, minister spraw zagranicznych[57]
  - Rajesh Khanna – indyjski aktor[58]
  - Günther Maleuda – wschodnioniemiecki polityk, lider Demokratycznej Partii Chłopskiej Niemiec (1987–1990), przewodniczący Izby Ludowej (1989–1990)[59]
  - Dawoud Rajiha – syryjski polityk, minister obrony[60]
- 17 lipca
  - Richard Evatt – brytyjski bokser, mistrz świata federacji IBO[61]
  - Nelson Lyon – amerykański reżyser i scenarzysta[62]
  - İlhan Mimaroğlu – turecki kompozytor muzyki elektronicznej i producent muzyczny[63]
  - William Raspberry – amerykański dziennikarz i felietonista, laureat Nagrody Pulitzera[64]
- 16 lipca
  - William Asher – amerykański producent telewizyjny i filmowy, reżyser i scenarzysta[65]
  - Bob Babbitt – amerykański muzyk sesyjny, basista grupy Funk Brothers[66]
  - Stephen Covey – amerykański pisarz[67]
  - Jon Lord – brytyjski muzyk rockowy, członek zespołu Deep Purple[68]
  - Henryk Wasilewski – polski lekkoatleta, średniodystansowiec[69]
  - Kitty Wells – amerykańska piosenkarka country[70]
  - David Williams – brytyjski admirał, gubernator Gibraltaru (1982–1985)[71]
- 15 lipca
  - Celeste Holm – amerykańska aktorka teatralna, filmowa i telewizyjna; laureatka Złotego Globu i Oscara[72]
  - Aleksander Merker − polski religioznawca, urzędnik Urzędu ds. Wyznań w czasach PRL[73]
  - Jacqueline Piatigorsky – amerykańska mistrzyni szachowa[74]
- 14 lipca
  - Henryka Biedrzycka – polska reżyser dubbingu[75]
  - Bohuslav Ceplecha – czeski pilot rajdowy[76]
  - Sixten Jernberg – szwedzki biegacz narciarski, wielokrotny mistrz świata i mistrz olimpijski[77]
- 13 lipca
  - Warren Jabali – amerykański koszykarz[78]
  - Jerzy Kulej – polski bokser, dwukrotny mistrz olimpijski[79]
  - Tomasz Lewandowski – polski żeglarz[80]
  - Sage Stallone – amerykański aktor, reżyser filmowy, producent i scenarzysta; najstarszy syn Sylvestra Stallone[81]
  - Ginny Tyler – amerykańska aktorka głosowa, znana z kreskówek Disneya[82]
  - Richard D. Zanuck – amerykański producent filmowy[83]
- 12 lipca
  - Else Holmelund Minarik – amerykańska pisarka, autorka książek dla dzieci[84]
  - Dara Singh – indyjski aktor[85]
- 11 lipca
  - Edmund Buła – polski generał, ostatni szef WSW[86]
  - Andrzej Krzysztof Waśkiewicz – polski poeta i krytyk literacki[87]
- 10 lipca
  - Maria Cole – amerykańska piosenkarka, matka Natalie Cole[88]
  - Michele Columbu – włoski polityk, nauczyciel i pisarz, lider Partito Sardo d’Azione, deputowany krajowy i europejski[89]
  - Peter Kyros – amerykański polityk[90]
  - Eva Rausing – brytyjska bizeswoman, jedna z najbogatszych kobiet w Wielkiej Brytanii[91]
- 9 lipca
  - Jacqueline Mazéas – francuska lekkoatletka, dyskobolka[92]
  - Tomasz Pułka – polski poeta[93]
  - Rahmonqul Qurbonov – radziecki (uzbecki) polityk, przewodniczący Rady Ministrów (premier) Uzbeckiej Socjalistycznej Republiki Radzieckiej (1961–1971)[94]
  - Eugênio de Araújo Sales – brazylijski duchowny katolicki, arcybiskup Salvador da Bahia, prymas Brazylii, kardynał[95]
  - Isuzu Yamada – japońska aktorka[96]
- 8 lipca
  - Lionel Batiste – amerykański perkusista i wokalista bluesowy[97]
  - Ernest Borgnine – amerykański aktor, laureat Oscara[98]
  - Jiří Havel – czeski ekonomista, polityk, wicepremier, poseł do Parlamentu Europejskiego[99]
  - Stuart R. Schram – amerykański fizyk jądrowy, sinolog[100]
- 7 lipca
  - Janina Leskiewicz – polska historyk, badaczka ziemiaństwa polskiego[101]
  - Mieczysław Siemieński – polski reżyser i scenarzysta filmów dokumentalnych, autor książek[102]
  - Leon Schlumpf – szwajcarski polityk, prezydent[103]
- 5 lipca
  - Valdi Moder – polski muzyk, gitarzysta grup: CETI, Alkatraz i Kat[104]
- 4 lipca
  - Peter Bennett – australijski futbolista, piłkarz wodny, olimpijczyk[105]
  - Jimmy Bivins – amerykański bokser[106]
  - Vinzenz Guggenberger – niemiecki duchowny katolicki, biskup ratyzboński[107]
  - Eric Sykes – brytyjski aktor komediowy[108]
- 3 lipca
  - Tadeusz Bednarczuk – polski pedagog, polonista, dziennikarz, pisarz[109]
  - Andy Griffith – amerykański aktor[110]
  - Yvonne Miller – amerykańska polityk[111]
  - Sergio Pininfarina − włoski stylista motoryzacyjny, były eurodeputowany, dożywotni senator Republiki Włoskiej[112]
- 2 lipca
  - Maurice Chevit − francuski aktor[113]
- 1 lipca
  - Evelyn Lear – amerykańska śpiewaczka operowa[114]
  - Alan G. Poindexter − amerykański astronauta[115]